# Clarence Huebner
Clarence Ralph Huebner (24 novembre 1888 - 23 septembre 1972) était un lieutenant-général américain pendant la Seconde Guerre mondiale. Il fut notamment responsable du secteur d'Omaha Beach lors de la bataille de Normandie. Il fut à la tête de la zone d'occupation américaine en Allemagne.